# Toqto'a Beki
Toqto'a, Tōqtā (1131-1205) était le khan des Melkit, les Udoit Melkite. Il est écrit Toqto'a Bö'e dans « Hishi de la dynastie Yuan », « Tūqtā Bīkī » dans « Shushi » et Toqto'a Bö'e dans « Yanshi »,.

## Biographie

### Origine de son nom
Selon Paul Pelliot, « Toqto'a < Toqtoγa » vient du verbe mongol-turc toqta, qui signifie « rester immobile », et était courant parmi les peuples turco-mongols à l'époque. On dit que c'est un nom. Selon Boris Yakovlevich Vladimirtsov, « Bīkī » ou « Bö'e » était le nom donné aux rois des « gens de la forêt » du nord (Ulyankai, etc.) ; il signifierait « un roi avec autorité" ,. Abel Lemusat dit que « bigi » (beki) vient du mot chinois « pe », qui signifie « compter ». Cependant, Dawson dit que la théorie de Remusat est loin d'être . Quoi qu'il en soit, le nom « ○○ Beki » était souvent utilisé par les rois de cette époque, et on dit qu'il était utilisé par les hommes et les femmes simplement comme un titre complémentaire pour les « nobles », même s'ils n'étaient pas des « rois dotés d'une autorité semblable à celle d'un chaman ». Dans les générations suivantes, il n'était plus attribué aux hommes et il devint courant de l'utiliser comme titre  pour les femmes.

### Règne
Il est né fils de Tu'udur Bilge, (en mongol: Tūdū'ūr bīlga tīkīn), un roi merkit, sa famille descends des Yämäk, le lignage dirigeant du Khaganat Kimek.
Toqto'a, qui a succédé à son père à la tête des Merkit, a amené avec lui les « trois Melkits », dont Dail Usun, le chef du clan Uas Melkit, et Kaatai Darmara, le chef du clan Kaat Melkit. Afin de se venger après le rapt de sa femme, Hoelun, par Yesugei, il a attaqué l'ordo de Temujin, et a emmené la nourrice de Temujin, Goachin, et sa femme Borte.
En 1197, Temujin, dont la nourrice et la femme furent emmenées, s'allia à Toghril, khan des Kerait, et à Jamuka, du clan Jadirat, et envahit le territoire Melkit. Dès que Tokto'a, qui dormait, apprit la nouvelle, lui et Dail Usun s'enfuirent précipitamment en descendant la rivière Selenga vers le pays de Barguzin. D'autres Melkites attaqués pendant la nuit ont également fui, paniqués. Ainsi Temujin a pu sauver sa nourrice et sa femme. Les Melkites, dont Kaatai Dharmara, qui étaient trop tard pour s'échapper, ont été capturés par Temujin et d'autres et tués.
En 1201, les clans Katagin et Sarjiut devinrent le groupe principal, et les clans Dorben, Tatar, Ikires, Kongirat, Korlas, Naiman, Melkit, Oirat et Taitiut assumèrent le Jamkha du clan Jadirat, formant une coalition anti-Temunjin. une armée. A cette époque, Kutu, fils de Toktoa, rejoignit Melkit. Cependant, Kutu fut vaincu par Gengis Khan et ses alliés Ong Khan et s'enfuit vers la rivière Selenge.
En 1202, Toghril, roi des Keraits, partit secrètement en expédition contre les Melkits sans en informer Temunjin, chassa Toqto'a Beki dans la vallée de Barguzin, tua Toghsu Beki, le fils aîné de Tokhtoa, et emmena en captivité les femmes, les enfants et d'autres personnes de Toqto'a,.
En 1204, Toqto'a Beki affronta Temunjin à la source des rivières Kara et Dar. Après la défaite de Toqto'a Beki, Gengis Khan a emmené son peuple en captivité dans les plaines de Saari et lui a volé ses richesses. Toqto'a, ainsi que Kutu, Chiraun et d'autres, ont survécu de peu.
En 1205, Toqto'a et ses alliés rejoignirent le Naiman Gutürk Khan et formèrent un camp au cours supérieur de la rivière Bugdolma, un affluent de la rivière Ertysh. Gengis Khan le poursuivit et se retira, mais Toqto'a fut touché par une flèche perdue et mourut. Les enfants ont coupé la tête de Tokutoa et l'ont emportée.

## femme et enfants
épouse
- Kutkutai
- Chaarun
- Hujaul Uzin, la fille d'Ong Kan

Enfant
- Togus Béki
- Kucha
- Kutu (Koudou)
- Chiraun
- Jubuku
- Kul Tegin Melgen [13]

## Sources
1. 1 2  村上 1970,p190
2. ↑  志茂 2013,p913
3. ↑  村上 1976,p26
4. ↑  佐口 1968,p48
5. ↑  村上 1972,p107
6. ↑  村上 1970,p164-165
7. ↑  村上 1970,p175-186
8. ↑  村上 1970,p312-316
9. ↑  村上 1972,p70
10. ↑  佐口 1968,p47
11. ↑  村上 1972,p297
12. ↑  村上 1972,p307-308
13. ↑  Simon Berger, « "Une armée en guise de peuple" : la structure militaire de l'organisation politique et sociale des nomades eurasiatiques à travers l'exemple mongol médiéval », Thèse de doctorat en Histoire, Paris, EHESS,‎ 12 décembre 2022 (lire en ligne, consulté le 9 octobre 2023)